# Конверсионный коэффициент
Конверсио́нный коэффицие́нт (англ. Conversion factor) — коэффициент, используемый для расчёта цены спот на фьючерсы на государственные облигации (в том числе на казначейские облигации США (T-bond) и российские ОФЗ) при закрытии «короткой» позиции облигациями других выпусков.
Для расчётов по фьючерсным сделкам используются облигации тех выпусков, которые доступны для поставки, и по которым возможно произвести расчёты. Параметры замещающих облигаций отличаются от параметров облигаций, используемых в качестве базовых активов для фьючерсов. Для того, чтобы сгладить различия между выпусками, чикагская биржа CBOT разработала систему конверсионных коэффициентов, применимых индивидуально к каждому выпуску замещающих облигаций. Коэффициенты рассчитываются биржами на регулярной основе перед введением новых контрактов.
На CBOT в качестве коэффициентов используется приблизительная цена спот условных облигаций с номиналом $1 и доходностью 6 %.
Свои методики расчётов есть в том числе у ММВБ и Eurex.
Схема применения коэффициента:
{\displaystyle P=n*S*C+A},
где:

P — цена спот;

n — размер контракта;

S — цена спот замещающего базового актива;

C — коэффициент конверсии;

A — накопленные проценты.

## Cheapest to deliver
При наличии портфеля облигаций в качестве цены спот выбирается облигация с наиболее низкой ценой поставки (англ. Cheapest to deliver; CTD). Для каждой облигации в портфеле на основании актуальной расчётной цены S и индивидуальной биржевой цены Q и конверсионного коэффициента C рассчитывается цена поставки P:
{\displaystyle P_{i}=Q_{i}-S*C_{i}}.
При большом наборе облигаций в портфеле при нахождении CTD удобно пользоваться следующими закономерностями:
- Если доходности превышают 6 %, следует подбирать облигации с низким купоном и с длительным сроком погашения;
- Если доходности не превышают 6 % — с высоким купоном и с коротким сроком погашения;
- Если кривая доходности положительна, следует искать облигации с длительным сроком погашения;
- Если отрицательна — с коротким сроком погашения[6].

Пример нахождения CTD-облигации:
| Облигация | Биржевая котировка, $ | Конверсионный коэффициент |
| --------- | --------------------- | ------------------------- |
| 1         | 95                    | 1,05                      |
| 2         | 100                   | 1,10                      |

Если расчётная цена на базовый актив составляет $90, то:
{\displaystyle P_{1}=Q_{1}-S*C_{1}=95-90*1,05=\$0,5};
{\displaystyle P_{2}=Q_{2}-S*C_{2}=100-90*1,10=\$1,0}.
В качестве CTD следует выбрать первую облигацию.